# Samuel Kortum
Samuel S. Kortum (* 18. Dezember 1960) ist ein amerikanischer Wirtschaftswissenschaftler und Hochschullehrer.

## Werdegang, Forschung und Lehre
Kortum studierte Wirtschaftswissenschaft an der Wesleyan University, an der er 1983 als Bachelor of Arts graduierte. Anschließend studierte er an der Yale University, sein dortiges Ph.D.-Studium schloss er unter Betreuung von Ariel Pakes 1992 ab. Bereits ab 1991 war er als Assistant Professor an der Boston University tätig, 2001 ging er als Associate Professor an die University of Minnesota. Dort erhielt er 2004 den Ruf zum Full Professor. 2006 folgte er einem Ruf der University of Chicago, ehe er 2012 als Professor an die Yale University zurückkehrte.
Kortum beschäftigt sich im Rahmen seiner wissenschaftlichen Arbeit in Forschung und Lehre vor allem mit der Makroökonomie, der Außenwirtschaftstheorie mit besonderem Fokus auf die Außenhandelstheorie und Fragen der Industrieökonomik. Dabei nähert er sich typischerweise Fragestellungen mit Methoden der Ökonometrie.
Kortum ist seit 2011 gewählter Fellow der Econometric Society sowie seit 2016 Mitglied der American Academy of Arts and Sciences. Er war zeitweise Fellow des National Bureau of Economic Research. Zwischen 2004 und 2006 wirkte er als Associate Editor des European Economic Review, zwischen 2008 und 2012 war er Herausgeber des Journal of Political Economy.
Gemeinsam mit Jonathan Eaton erhielt Kortum 2004 die Frisch-Medaille sowie 2018 den Onassis Prize in International Trade der Alexander-Onassis-Stiftung.